# Проценко-Пичаджи, Александра Ивановна
Александра Ивановна Проценко-Пичаджи (род. 8 января 1949, Кирилловка, Володарский район, Донецкая область, УССР, СССР) — заслуженный работник культуры Украины, общественный деятель, председатель Федерации греческих обществ Украины.

## Биография
Отец, Иван Константинович Пичаджи, происходил из села Красная Поляна (Каракуба); мать, Мария Ивановна Хараман, — из Чермалыкского рода Давшан. Училась в Кирилловский средней школе, позже в зарянской школе в селе Афины. Работала воспитателем пришкольного интерната.
В 1972 году заочно окончила Таганрогский пединститут по специальности учитель начальных классов. В 1989 году заочно окончила Донецкий госуниверситет по специальности преподаватель истории. С 1986 по 2004 год работала директором СОШ № 46 в греческом поселке Старый Крым. Учитель высшей категории, с 1995 года «Отличник образования Украины».

## Общественная деятельность
С началом демократических преобразований на Украине стояла у истоков рождения греческого национального движения в Приазовье. В 1993—1995 годах возглавила Мариупольское городское общество греков. С апреля 1995 года избрана председателем Федерации греческих обществ Украины. Дважды в 1995 и 1999 годах избирался секретарем Всемирного Совета греков зарубежья (ΣΑΕ). В 2001—2003 годах — член Координационного Совета ΣΑΕ периферии Европы. С 2006 года — заместитель координатора ΣΑΕ периферии стран бывшего СССР Ивана Саввиди.

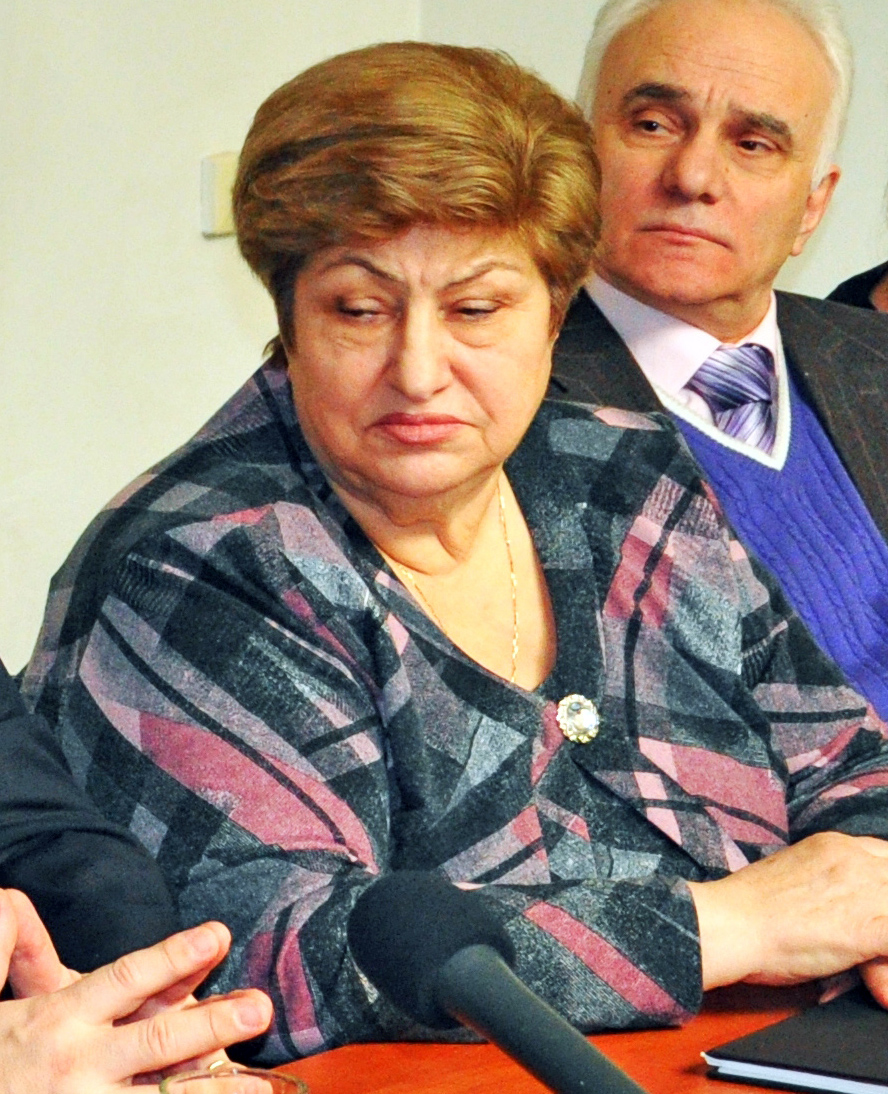

Александра Проценко-Пичаджи — член Совета по этнонациональной политики при Президенте Украины и председатель Совета руководителей Всеукраинских общественных объединений нацменьшинств при Госкомнацрелигий Украины.
Её организаторскими усилиями и с помощью официальной Греции, центрального ΣΑΕ и ΣΑΕ периферии Европы, Мариупольского горсовета, ОАО «ММК имени Ильича», а также многих спонсоров и друзей Федерации построены в Мариуполе Культурный Центр ФГОУ «Меотида», современная поликлиника в поселке Старый Крым и церковь в поселке Сартана.

## Награды
В 2000 году награждена грамотой Президента Украины за значительный личный вклад в развитие и укрепление украинского государства, в 2004 году — грамотой председателя Верховной Рады Украины — за заслуги перед украинским народом.
10 декабря 2001 в соответствии с указом Президента Украины ей присвоено почетное звание «Заслуженный работник культуры Украины», 23 августа 2005 года награждена орденом княгини Ольги III степени. В 2014 году награждена орденом княгини Ольги II степени.
В 2003—2004 годах награждена Госкомнацмиграции Украины и отделом по делам национальностей Донецкой облгосадминистрации — за личный весомый вклад в укрепление мира, межнационального согласия и национально-культурного развития этносов.
В 2002 году удостоена Диплома Международного Академического рейтинга популярности и качества «Золотая фортуна».
В 2007 году награждена Министерством образования Украины медалью В. Сухомлинского.
В 2001 и 2003 годах Митрополитом Киевским и всей Украины награждена орденом «Святая Анна IV степени» и орденом Святой Великомученицы Варвары — за заслуги перед украинским народом и УПЦ.
Имеет ряд дипломов и памятных знаков от Митрополита острова Хиос, мэров города Афины, Салоники, президиума ΣΑΕ.